# Chemarea străbunilor (film din 2020)
Chemarea străbunilor este un film de aventuri regizat de Chris Sanders după un scenariu de Michael Green[*]. A fost produs în Statele Unite ale Americii de studiourile 20th Century Fox și a avut premiera la 21 februarie 2020, fiind distribuit de Buena Vista International[*]. Coloana sonoră este compusă de John Powell. Cheltuielile de producție s-au ridicat la 150.000.000 $. Filmul a avut încasări de 107.604.626 $.

## Distribuție
Rolurile principale au fost interpretate de actorii:

Harrison Ford
Omar Sy
Cara Gee[*]
Dan Stevens[*]
Bradley Whitford[*]
Jean Louisa Kelly
Michael Horse
Karen Gillan
Colin Woodell[*]
Heather McPhaul[*]
Adam Fergus[*]
Stephanie Czajkowski[*]
Abraham Benrubi[*]
Brad Greenquist[*]
Benjamin Hoffman[*]
Aria Lyric Leabu[*]
Greg Davis[*]
Karl Makinen[*]
Adam Zastrow[*]
Kirk Geiger[*]
Terry Notary[*]
Paul Mabon[*]
Scott MacDonald[*]
Tim de Zarn[*]
Michael Lanahan[*]
Alex Solowitz[*]
Martin J. Riddell[*]
Wes Brown[*]
Preston Bailey[*]
Larry Cedar[*]
Mac Jarman[*]
Lon Gowan[*]
John Apicella[*]
Troy Dillinger[*]
Anthony Molinari[*]
Scott Thomas Reynolds[*]  .